# Poralia
Poralia is een geslacht van schijfkwallen uit de familie van de Ulmaridae.

## Soort
- Poralia rufescens Vanhöffen, 1902